# Alex Gersbach
Alex Gersbach (* 8. Mai 1997 in Auburn City) ist ein australischer Fußballspieler. 

## Verein
Nachdem Gersbach erst für diverse Jugendvereine gespielt hatte, kam er in der Saison 2013 für das Australian Institute of Sport in der zweitklassigen National Premier League zum Einsatz. Im Juli 2014 verpflichtete ihn dann der Erstligist Sydney FC für zwei Jahre. Zuerst erhielt er die Trikotnummer 13, tauschte aber später mit Christopher Naumoff, der die Nummer 16 trug. Gersbach gab am 12. August 2014, im Alter von 17 Jahren und 3 Monaten, in der FFA-Cup-Runde der letzten 32 gegen den Melbourne City FC sein Profidebüt für den Verein. Sydney FC gewann 3:1 nach Verlängerung. Sein Ligadebüt gab er am 11. Oktober 2014 ebenfalls gegen Melbourne City, als er für Matthew Jurman nach 69 Minuten eingewechselt wurde. Das Spiel endete 1:1. Für die Saison 2015/16 erhielt Gersbach die Trikotnummer 3.
Im Januar 2016 schloss sich Gersbach dem norwegischen Erstligisten Rosenborg BK an. Er gab sein Tippeliga-Debüt für Rosenborg am 19. März 2016 im Heimspiel gegen Strømsgodset IF, bei dem er volle 90 Minuten spielte. Rosenborg gewann 1:0. Gersbach trug die Trikotnummer 20 und wurde in seinem ersten Jahr Norwegischer Meister und Pokalsieger. Auch in den folgenden zwei Spielzeiten konnte er jeweils zwei Titel feiern, obwohl er weiterhin nur sporadisch zum Einsatz kam. Zur Rückrunde der Saison 2017/18 verlieh ihn der Verein für ein halbes Jahr an den RC Lens in die französischen Ligue 2.
Ein halbes Jahr später verließ Gersbach den Verein dann fest und schloss sich dem niederländischen Erstligisten NAC Breda an. Zur Saison 2019/20 wechselte der Abwehrspieler weiter zu Aarhus GF nach Dänemark. Dort pendelte er in den folgenden Spielzeiten zwischen dem Profiteam und dessen Reservemannschaft und so folgte im Januar 2022 Grenoble Foot als nächste Station. Bein französischen Zweitligisten etablierte er sich schnell als Stammkraft und nach guten Leistungen verpflichtete ihn zur Saison 2023 die Colorado Rapids aus der Major League Soccer. Nachdem er in nur drei Liga- sowie zwei Pokalspielen für die Profis zum Einsatz gekommen war, ging er Anfang 2024 weiter zum Kalmar FF nach Schweden.

## Nationalmannschaft
Von 2012 bis 2016 absolvierte Gersbach 17 Partien für diverse australische Jugendnationalmannschaften und erzielte dabei einen Treffer. Mit der U-23-Auswahl nahm er an der Asienmeisterschaft 2016 in Katar teil und erreichte dort den 3. Platz.
Im März 2016 wurde Gersbach dann auch erstmals für die A-Nationalmannschaft nominiert, dort war er am 24. März 2016 gegen Tadschikistan und am 29. März 2016 gegen Jordanien in der WM-Qualifikation Teil des Kaders, kam aber nicht zum Einsatz. Am 4. Juni 2016 gab Gersbach gegen Griechenland sein Debüt für Australien. Er wurde in der 82. Minute für Brad Smith eingewechselt und bereitete den Treffer zum 1:0-Endstand durch Mathew Leckie vor. Gersbach gehörte zum australischen Kader für den FIFA-Konföderationen-Pokal 2017. Dort stand er im Gruppenspiel gegen Kamerun in der Startelf. Bis 2018 folgten noch zwei weitere Einsätze, anschließend wurde er nicht mehr nominiert.

## Erfolge
- Norwegischer Meister: 2016, 2017, 2018
- Norwegischer Pokalsieger: 2016, 2018
- Norwegischer Superpokalsieger: 2017